# Fairchild 24
Фэрчайлд 24 (англ. Fairchild Model 24, сокращённо F-24) — американский одномоторный лёгкий транспортный самолёт общего назначения, выпускавшийся с 1932 по 1948 год в США.
F-24 представлял собой подкосный высокоплан с количеством сидячих мест от 2 до 4 (в зависимости от комплектации) и одним поршневым двигателем внутреннего сгорания радиальной либо рядной конструкции. Двигатель располагался в носовой части самолёта, имел мощность в пределах от 125 до 200 лошадиных сил (в зависимости от комплектации) и приводил в движение один деревянный тянущий винт диаметром около 2,2 метра.
Самолёт основывался на предыдущей модели компании, выпускавшейся в то же время — F-22 C7, отличался от неё другой компоновкой: основным отличием было размещение крыльев по схеме высокоплан (в отличие от предыдущего исполнения по схеме парасоль), вместо двух отдельных открытых посадочных мест появилась полноценная кабина закрытого типа, вмещавшая до 4-х человек. Модель 24 была больше в размерах, больше в грузоподъёмности и соответственно оснащалась более мощными двигателями.
F-24 был разработан в 1931 году и с 1932 года выпускался поначалу компанией «Kreider-Reisner Aircraft» в городе Хейгерстаун, штат Мэриленд, позднее выкупившей её компанией «Fairchild Aviation Corporation» (следом называвшейся «Fairchild Aircraft»), ещё позже выпускался техасской компанией «Temco Aircraft» — она собрала 280 моделей.
Самолёт с 1936 года стоял на вооружении военно-воздушных сил США и имел в их рядах обозначение UC-61 «Экспедитор» (англ. UC-61 «Forwarder»), в годы второй мировой войны поставлялся по ленд-лизу в Великобританию, где служил в составе королевских военно-воздушных сил под обозначением «Аргус» (англ. «Argus»).
За время Второй мировой войны под обозначением UC-61 было изготовлено более 1000 самолётов, в военном исполнении F-24 мог оснащаться двумя фугасными бомбами весом 45 килограммов каждая, однако в основном F-24 использовался как транспортный.
По состоянию на 2021 год предположительно остаются десятки экземпляров самолёта, некоторые из самолётов находятся в пригодном к полёту состоянии в руках частных владельцев и в музеях — из всех машин использовавшихся в Соединённых Штатах Гражданским воздушным патрулём пережили войну и послевоенные годы 21 самолёт.

## История

### Дизайн и разработка
В начале 1930-х из-за наступившей великой депрессии и сопутствующего ей упадка спроса на авиаперелёты, «Fairchild Aircraft» переживала не лучшие времена — обстоятельства вынудили руководство компании заняться разработкой небольших, прочных и надёжных самолётов. Большой успех предыдущей модели F-22 привёл к разработке её улучшенной версии, модель F-24 также станет популярной — самолёт будут ценить за лётные характеристики, доступность, лёгкое и недорогое обслуживание и просторный салон. Он позаимствует множество компонентов из автомобильной индустрии, например барабанные тормоза, сидения, открывающиеся наружу автомобильные двери со всей сопутствующей начинкой — ручками, петлями и вручную опускающимися боковыми стёклами.
За годы производства с 1932 по 1948 самолёт почти не изменялся, лишь менялись двигатели, добавлялись несколько пассажирских мест и менялось оборудование в зависимости от сферы применения. Производился «Kreider-Reisner Aircraft», дочерней компанией «Fairchild Aviation Corporation». Позднее, после второй мировой войны, выкупившей права на производство компанией — «Texas Engineering & Manufacturing Company» (также известна как «TEMCO» и «Temco Aircraft») в Далласе, штат Техас.

### Применение

#### Довоенное применение
На гражданском рынке самолёт был успешен, бизнесмены и актёры Голливуда нередко покупали его в своё пользование.
В 1936 году и Военно-морские силы США заказали себе F-24, он получил обозначение GK-1 и использовался во флоте в основном для обучения пилотов. Армия США также использовала F-24 под обозначением «UC-61 Forwarder» в качестве лёгкого транспортного самолёта, как и Береговая охрана — в ней в патруле использовались всего две модели F-24 получившие обозначения J2K-1 и J2K-2 соответственно.

#### Военное применение
Civil Air Patrol применял множество моделей UC-61[уточнить], некоторые из них оснащались двумя 45-килограммовыми бомбами в целях борьбы с немецкими подводными лодками («U-boat») на восточном побережье Соединённых Штатов на ранних стадиях Второй мировой войны.
UC-61 поставлялись по ленд-лизу в Великобританию, где впоследствии служили в составе Британский Королевских военно-воздушных сил под обозначением «Argus I» (поздние модификации носили наименования «Argus II» и «Argus III»).
В 1941 году авиация сухопутных сил (USAAF) разместила заказ на 163 единицы UC-61, но в результате последовавшего заключения договора о ленд-лизе 163 самолёта были отправлены союзникам за границу. Большинство UC-61 оснащённые двигателями Warner Scarab были отправлены в Великобританию и вошли в состав новообразованного подразделения вспомогательного воздушного транспорта (англ. Air Transport Auxiliary, ATA) в составе королевских ВВС. Позднее дополнительные 306 единиц модернизированных Argus III с двигателями Fairchild Ranger применялись этим же подразделением — большинство самолётов использовались как транспортные для доставки пилотов к другим, ново произведённым или ново доставленным от союзников самолётам, на заводы и с заводов производителей и между базами.
Различия «Аргусов»
«Argus I» («Argus mk. I») оснащался радиальным двигателем Warner Scarab потому носовая часть фюзеляжа имела характерную округлую форму, самолёт имел окрашенный в чёрный цвет пропеллер.
«Argus II» («Argus mk. II») также оснащался радиальным двигателем Warner Scarab и выглядел схожим образом, отличался от первого «аргуса» большей грузоподъёмностью, имел окрашенный в жёлтый цвет пропеллер
«Argus III» («Argus mk. III») оснащался 6-цилиндровым перевёрнутым рядным двигателем Fairchild Ranger и отличался от предыдущих «собратьев» характерным вытянутым носом, который был необходим для размещения двигателя.

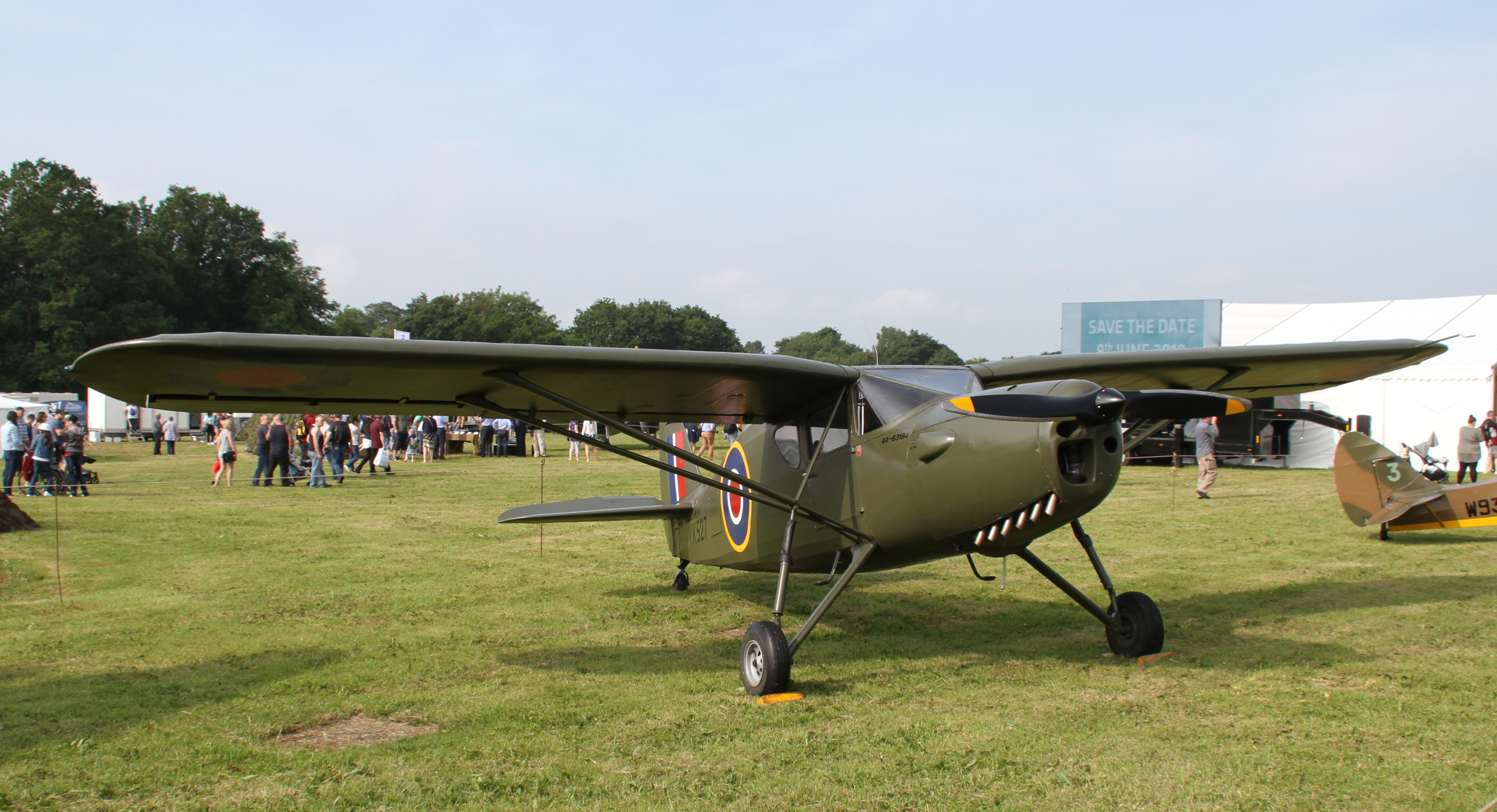
Argus III с шестицилиндровым рядным двигателем, чёрным пропеллером и в тёмно-зелёной окраске — выставка на аэродроме Королевских ВВС Косфорд в деревне Косфорд, графства Шропшир, Англия.

#### Послевоенное применение
Последний экземпляр самолёта был собран из большого запаса остававшихся деталей в 1948 году в городе Уинфилд штата Канзас.
После II мировой войны самолёт в основном использовался маленькими чартерными перевозчиками для небольших авиаперелётов — в качестве аэротакси, множество самолётов попало в руки частных владельцев.

## Эксплуатация
| Государство             | Организация | Примечание |
| ----------------------- | --- | --- |
| Австралия               | Королевские военно-воздушные силы Австралии                                                                       | |
| Бразилия                | Navegação Aérea Brasileira                                                                                        | |
| Канада                  | Королевские военно-воздушные силы Канады                                                                          | |
| Чехия                   | Воздушные силы Чехии                                                                                              | |
| Израиль                 | Sherut Avir (1947—1948) Военно-воздушные силы Израиля (1948 — н. в.)                                              | |
| Италия                  | Военно-воздушные силы Италии (1947—1951)                                                                          | 4 единицы UC-61K Argus доставшиеся от королевских ВВС Великобритании |
| Финляндия               | Военно-воздушные силы Финляндии                                                                                   | |
| ЮАР                     | Военно-воздушные силы ЮАР (1939—1945)Comair                                                                       | Один экземпляр двухместного «Argus III» оснащённый рядным Ranger (I-440-7) на 200 л. с. (149 кВт) 10 самолётов модели F-24R в период после второй мировой использовались южноафриканским авиаперевозчиком Comair |
| Швеция                  | Военно-воздушные силы Швеции                                                                                      | |
| Таиланд                 | Королевские военно-воздушные силы Таиланда                                                                        | |
| Соединённое Королевство | Королевские военно-воздушные силы Великобритании                                                                  | |
| США                     | Военно-воздушные силы США Корпус морской пехоты США Военно-морские силы США Береговая охрана США Civil Air Patrol | |

## Конструкция

### Аэродинамическая схема
F-24 представлял собой самолёт с двумя крыльями (моноплан) лежащими почти в одной плоскости и закреплёнными в верхней части фюзеляжа подкосами — подкосный высокоплан.

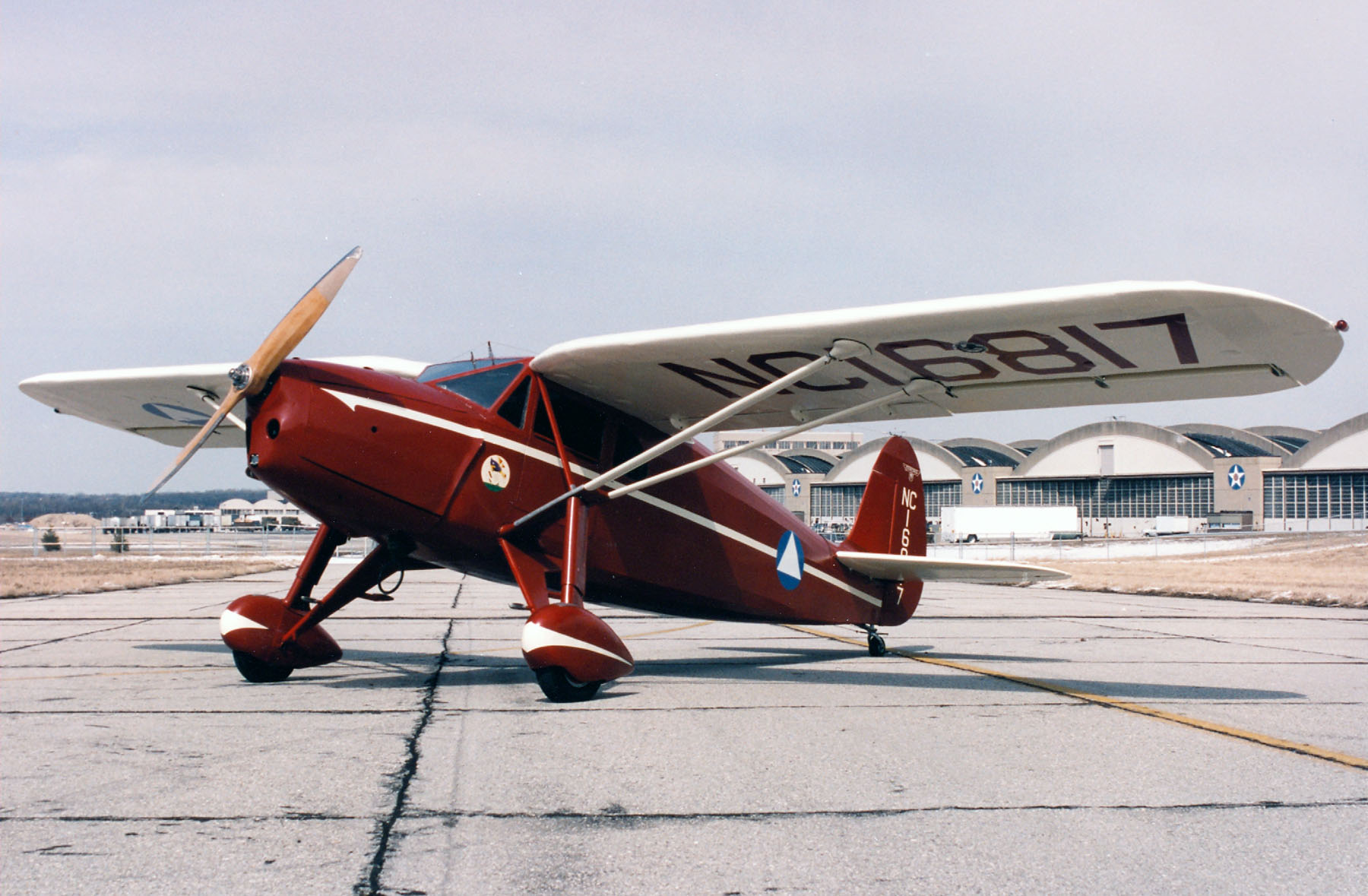
F-24 модификации C8F с рядным двигателем (военное обозначение UC-61J)

Аэродинамическая схема была классической — оперение располагалось после крыла, в хвостовой части фюзеляжа.
|  |  |

#### Хвостовое оперение
Самолёт имел один вертикально расположенный трапециевидный киль со скошенной передней кромкой и прямой задней. К килю, огибая его сверху, крепился закруглённый руль направления.
|  |

Горизонтальное оперение представляло собой два симметрично расположенных стабилизатора исходивших из задней части фюзеляжа в обе стороны, стабилизаторы находились в одной плоскости, под углом 90 градусов к килю, передняя кромка каждого стабилизатора была закруглённой, задняя — прямой. К задней кромке, во всю её длину прилегал закреплённый на ней руль высоты, он как и передняя кромка стабилизатора был округлым.
|  |  |  |

#### Подкосы
Каждое крыло дополнительно крепилось к фюзеляжу следующим образом:
Двухлучевой V-обра́зный подкос исходил из нижней части фюзеляжа (под передней частью двери) и крепился концами к середине крыла — концы располагались друг за другом параллельно фюзеляжу, в передней и задней части крыла (прямо возле начинавшегося элерона — у его конца ближнего к фюзеляжу).
Под подкосом находилась стойка переднего шасси упиравшаяся в подкос амортизатором, потому с противоположной стороны подкоса (сверху) располагалась дополнительная распорка.
|  |  |  |  |

#### Крыло
Крыло было прямоугольным закруглённым на конце, прямой стреловидности (передняя и задняя кромка крыла располагались под углом 90 градусов к фюзеляжу). Имело классический аэродинамический профиль (верхняя сторона была выпуклой, нижняя прямой).
|  |  |

Светотехническое оборудование
Внешнее светотехническое оборудование
|  |  |  |  |

### Каркас
Несущий каркас самолёта изготавливался из гнутых, сваренных между собой труб, затем окрашивался. Поверх основного каркаса уже накладывались остальные деревянные элементы.
|  |  |

### Опоры
Самолёт во всех модификациях был трёхопорный — с одной небольшой поворотной хвостовой опорой и двумя основными передними. Передние опоры зачастую закрывались двумя защитными металлическими щитками (верхний поверх нижнего).
Все опоры оснащались пружинно-масляными амортизаторами, задний амортизатор был скрыт внутри конструкции хвоста.
|  |  |  |

#### Шасси
Шасси были неубирающиеся, в большинстве моделей колёсными. Колёса были с камерными шинами, поверх закрывались металлическими обтекателями в форме капли (на военных версиях обтекатели не ставились в целях удешевления производства). Тормоза были только на передних колёсах — барабанные, заднее колесо было небольшим, тормозами не оснащалось, выполняло роль третьей точки опоры и давало самолёту возможность поворачивать находясь на земле.
|  |  |

Выпускались также и версии оснащённые понтонами либо лыжами в качестве шасси.

### Силовая установка
Самолёт оснащался одним двухлопастным деревянным толкающим винтом, который приводился в движение поршневым двигателем внутреннего сгорания радиальной либо рядной конструкции расположенным в носовой части фюзеляжа.

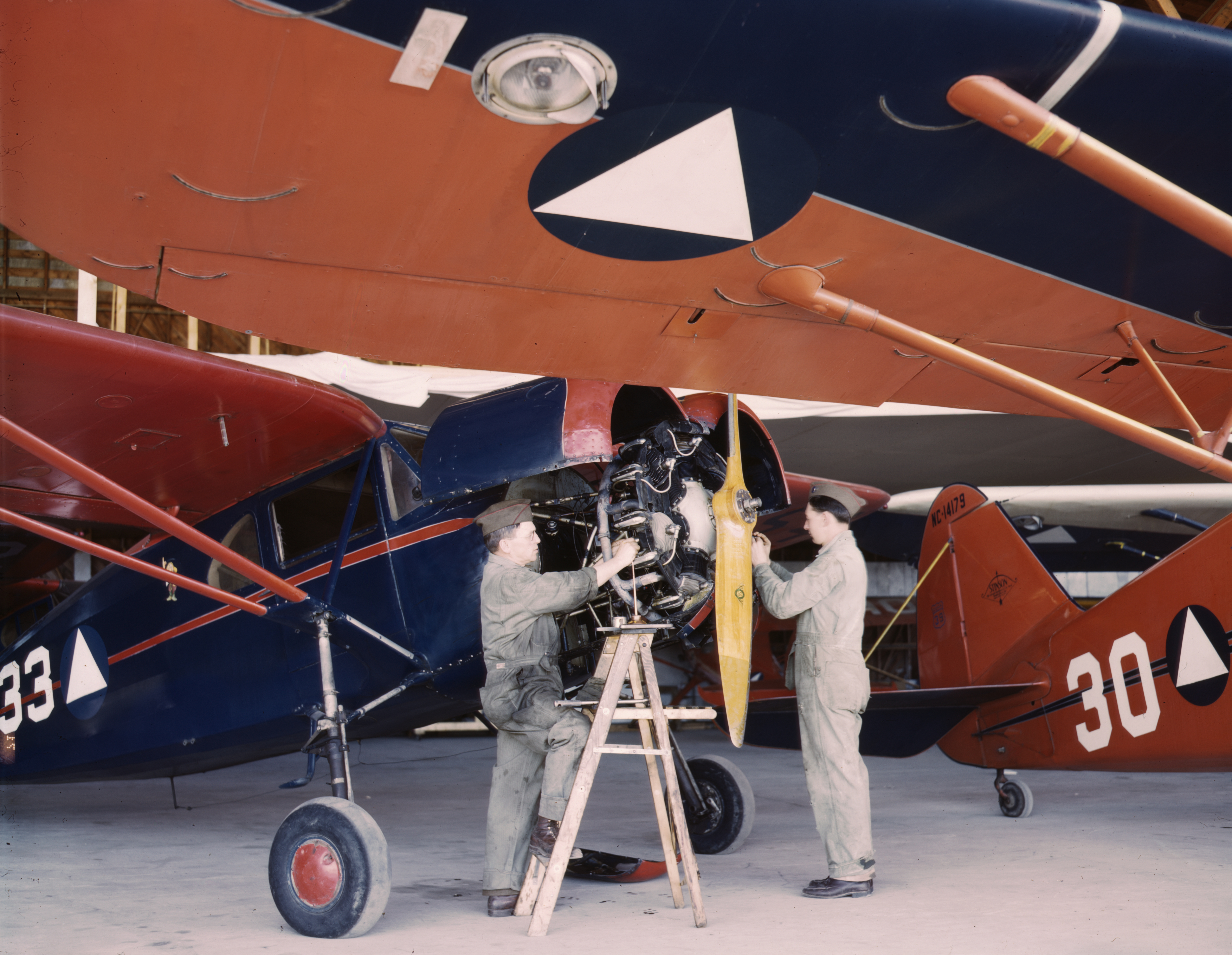
Два служащих Гражданского воздушного патруля в ангаре за обслуживанием самолёта Fairchild 24 на базе побережного патруля #20, город Бар Харбор, остров Маунт-Дезерт, округ Хэнкок, штат Мэн, США (июнь 1943 года) — видно механизм открытия капота и 7-ми цилиндровый радиальный двигатель Warner Scarab.

### Фюзеляж
Самолёт являлся однофюзеляжным.

#### Носовая часть
В зависимости от типа установленного двигателя различалась и носовая часть фюзеляжа — округлая при установленном радиальном двигателе и более вытянутая «длинноносая» (англ. longnosed) при наличии рядного. Модели с устанавливавшимся радиальным двигателем — «Скарабеем Уорнера» в большинстве случаев именовались начиная с буквы «W» (по первой букве двигателя «Warner Scarab»); модели с рядными двигателями «Рейнджер», производства «Fairchild» соответственно именовались начиная с буквы «R» (по первой букве двигателя «Ranger»). Однако это правило наименований не применимо ко всем моделям — многие комплектовались «Скарабеями» и «Рейнджерами», но тем не менее имели в названии другие буквы, отличавшие их от остальных самолётов по более веским признакам. Путаница с буквенными обозначениям также обусловлена и возрастом самолёта — единичные экземпляры дожили до двадцатых годов XXI века, за это время многие из них пережили не одну замену или капитальный ремонт двигателя, а некоторые и вовсе могли побывать в авариях затрагивающих переднюю часть самолёта.
|  |  |

Разница хорошо видна в профиль
|  |  |

#### Остекление
Кабина пилота была остеклена следующим образом — лобовое стекло секционное и как правило разделено на 3 либо 5 секций соединённых между собой металлическим перегородками (что по словам пилотов не́сколько ухудшает обзорность); двери по обеим сторонам остеклены подобно большинству автомобильных одним опускающимся стеклом, ближе к хвосту за каждой из дверей также присутствует по небольшому треугольному стеклу для задних пассажиров (его форма варьируется в зависимости от модификации самолёта).
На некоторых моделях остеклялась панорамой крыша.
|  |  |  |  |

#### Вместимость
Вместимость кабины менялась — за время производства увеличивался в размерах сам фюзеляж самолёта, также менялось количество сидячих мест в зависимости от целей в которых эксплуатировался самолёт: для самолёта выполняющего грузоперевозки уместно было оставить 1-2 места, самолёт использовавшийся для транспортировки людей мог иметь 4 места, в более комфортном исполнении — три.

#### Место пилота
|  |  |

## Модельный ряд
Гражданские модели
| Год начала производства | Наименование | Выпущено (единиц)                                                  | Двигатель | Стоимость с завода (долларов США за единицу) | Примечание | Иллюстрация |
| ----------------------- | ------------ | ------------------------------------------------------------------ | --- | -------------------------------------------- | --- | ----------- |
| 1932                    | F-24C-8      | 10                                                                 | 95 л. с. (71 кВт) поршневой рядный перевёрнутый 4-х цилиндровый American Cirrus Hi-Drive III с воздушной системой охлаждения. | 3360—3450                                    | Первые модели Двухместный Gross wt 1,600 lb, Cruise 90 mph. | —           |
| 1933                    | F-24C-8A     | 25+                                                                | 125 л. с. (93 кВт) поршневой радиальный Warner Scarab с воздушной системой охлаждения.                                        | 3850                                         | Двухместный Gross Wt. 1,800 lb, Cruise 95 mph Несерийные модели летали на 110 сильных «Скарабеях» | —           |
| 1933                    | F-24C-8B     | 2                                                                  | 125 л. с. (93 кВт) поршневой 4-х цилиндровый рядный перевёрнутый Menasco C4 Pirate, воздушного охлаждения.                    | 3990                                         | Двухместный | —           |
| 1934                    | F-24C-8C     | 130                                                                | 145 л. с. (108 кВт) поршневой радиальный Warner Super Scarab с воздушной системой охлаждения.                                 | 4000                                         | Трёхместный — была увеличена кабина Gross Wt. 2,400 lb. |             |
| 1935                    | F-24C-8D     | минимум 14                                                         | 145 л. с. (180 кВт) рядный Fairchild Ranger (6-390B).                                                                         | 4990                                         | Усовершенствование предыдущей модели (F-24 C8C), отличается только двигатель. | —           |
| 1936                    | F-24C-8E     | больше 50                                                          | 145, радиальный Warner Super Scarab с воздушной системой охлаждения.                                                          | 5390                                         | Усовершенствование модели F-24 C8C, улучшено оборудование. New cantilever tail. |             |
| 1936                    | F-24C-8F     | 41                                                                 | 150 л. с. (112 кВт) рядный перевёрнутый 6-ти цилиндровый Fairchild Ranger 6-390-D3 воздушного охлаждения.                     | 5540                                         | Из 41 произведённой единицы — 1 самолёт с бортовым номером [NC16815] был изготовлен для Военно-воздушных сил армии США (англ. USAAF) и получил обозначение UC-61J, 4 самолёта были отправлены на службу в Береговую охрану и получили обозначение J2K-1.                                                                         |             |
| 1937                    | F-24G Deluxe | 100                                                                | 145, Warner Super Scarab с воздушной системой охлаждения.                                                                     | 5290                                         | Усовершенствование модели F-24C-8E, четырёхместный салон повышенного комфорта. Из 100 произведённых единиц 1 самолёт с бортовым номером [NC19116] был изготовлен для Военно-воздушных сил армии США (англ. USAAF) под обозначением UC-61H.                                                                                       | —           |
| 1937                    | F-24H Deluxe | 25                                                                 | 150 л. с. (112 кВт) рядный перевёрнутый 6-ти цилиндровый Fairchild Ranger 6-390-D3 воздушного охлаждения.                     | 6190                                         | Усовершенствование модели F-24C-8D, отличается только двигатель. | —           |
| 1937                    | F-24J        | 40                                                                 | 145, Warner Super Scarab с воздушной системой охлаждения.                                                                     | 6190                                         | Усовершенствование модели F-24G, четырёхместный салон повышенного комфорта. Из 40 произведённых единиц 1 самолёт был изготовлен для Военно-воздушных сил армии США (англ. USAAF) под обозначением UC-61', затем был отправлен в Королевские ВВС Великобритании под обозначением «Argus I»'. Gross Wt. 2,550 lb. Cruise 115 mph   |             |
| 1937                    | F-24K        | 34                                                                 | 150 л. с. (112 кВт) рядный перевёрнутый 6-ти цилиндровый Fairchild Ranger 6-390-D3 воздушного охлаждения.                     | 6530                                         | Усовершенствование модели F-24 H, четырёхместный салон повышенного комфорта. Из 34 произведённых единиц 3 самолёта под номерами [NC8459, NC20605, NC20611] были изготовлены для Военно-воздушных сил армии США (англ. USAAF) под обозначением UC-61E. Экспортировавшиеся по Ленд-лизу модели именовались UC-61K. Cruise 125 mph. |             |
| 1939                    | F-24R-9      | 60 компанией «Fairchild» 130 компанией «Temco» начиная с 1946 года | 175, рядный перевёрнутый Fairchild Ranger 6-410.                                                                              | 6800                                         | Усовершенствование предыдущей модели (F-24 K) — более мощный двигатель. |             |
| 1939                    | F-24W-9      | 40                                                                 | 145, радиальный Warner Super Scarab с воздушной системой охлаждения.                                                          | 6845                                         | Усовершенствование модели F-24 J, предлагались варианты с «deluxe» отделкой. |             |
| 1940                    | F-24R-40     | 25                                                                 | 175, рядный Fairchild Ranger.                                                                                                 | 7230                                         | |             |
| 1940                    | F-24W-40     | 75                                                                 | 145, радиальный Warner Super Scarab.                                                                                          | 6290                                         | Модель F-24W9 с практичной отделкой салона. |             |
| 1941                    | F-24W-41     | 40                                                                 | 165 л. с. (123 кВт) радиальный Super Scarab Series 50A с воздушной системой охлаждения.                                       |                                              | Модель F-24W40 с более мощным двигателем |             |
|                         | F-24W-41A    | 10                                                                 | 165 л. с. (123 кВт) радиальный Super Scarab 165D с воздушной системой охлаждения.                                             |                                              | Модель F-24W41 но с другим двигателем |             |
| 1942                    | F-24W        |                                                                    | |                                              | Самолёты изготавливались для Королевских ВВС Канады; 1 гражданский самолёт с бортовым номером [NC37194] был отправлен в ряды Военно-воздушных сил армии США (англ. USAAF) и получил обозначение UC-61FA [42-97435]. |             |
| 1946                    | F-24 R46     | 130                                                                | 175, рядный Fairchild Ranger                                                                                                  | 8875                                         | Cruise 118 mph. |             |
|                         | F-24 R-46A   |                                                                    | |                                              | |             |
| 1946                    | F-24 W46     | Около 150                                                          | 165, радиальный Warner Super Scarab с воздушной системой охлаждения.                                                          | 8500                                         | Около 150 единиц было изготовлено для Королевских ВВС Великобритании под обозначением «Argus II» |             |

Военные модификации
| Годы выпуска | Наименование | Основан на | Выпущено (единиц) | Двигатель (кол-во лошадиных сил, модель)      | Стоимость (долларов США за единицу) | Примечание | Иллюстрация |
| ------------ | ------------ | ---------- | ----------------- | --------------------------------------------- | ----------------------------------- | --- | ----------- |
| 1940         | UC-86        | F24R40     | —                 | 175, рядный Fairchild Ranger (6-440)          | —                                   | — |             |
| 1941         | UC-61        | F24W-41    | 640(161?)         | 165, радиальный Warner Super Scarab (R-500-1) | —                                   | — |             |
| 1942-1943    | UC-61A       | F24W-41    | 364(509?)         | 165, радильаный Warner Super Scarab           | —                                   | оснащался радио и 24-х вольтовой проводкой                                                                                                  |             |
| 1944         | UC-61K       | F24R-40    | 306               | 200, рядный Fairchild Ranger (L-440-7)        | —                                   | Final production variant; Gross Wt. 2,562 lb. Same as model R40 Модель на базе 24R-40 с двигателем (L-410) на 175 л. с., 9 единиц выпущено. |             |
| —            | UC-61B       | —          | —                 | —                                             | —                                   | Модель на базе 24J с двигателем Warner Scarab на 145 л. с..                                                                                 | —           |
| —            | UC-61C       | —          | —                 | —                                             | —                                   | Модель на базе 24R9. | —           |
| —            | UC-61E       | —          | —                 | —                                             | —                                   | Модель на базе 24K, было изготовлено 3 единицы.                                                                                             | —           |
| —            | UC-61F       | —          | —                 | —                                             | —                                   | Модель на базе 24R9, было изготовлено 2 единицы.                                                                                            | —           |
| —            | UC-61G       | —          | —                 | —                                             | —                                   | Модель на базе 24W-40, было изготовлено 2 единицы.                                                                                          | —           |
| —            | UC-61H       | —          | —                 | —                                             | —                                   | Модель на базе 24H с двигателем Fairchild Ranger (6-410-B) на 150 л. с..                                                                    | —           |
| —            | UC-61J       | —          | —                 | —                                             | —                                   | Двухместная модель на базе 24-C8F с двигателем Fairchild Ranger (6-390-D3) на 150 л. с..                                                    | —           |
| —            | GK-1         | —          | —                 | радиальный                                    | —                                   | Модель на базе 24W-40 применявшаяся в ВМС США, 13 единиц было выпущено.                                                                     |             |
| —            | J2K          | —          | —                 | —                                             | —                                   | 4 самолёта модели 24C-8F мобилизованные в ряды Береговой охраны США под двумя обозначениями: J2K-1 (V-160/V-161) и J2K-2 (V-162/V-165).     |             |
| —            | Argus I      | —          | —                 | —                                             | —                                   | Обозначение принятое королевскими ВВС Великобритании для модели 24W-41 (UC-61), 118 единиц было получено от США по Ленд-лизу.               | —           |
| —            | Argus II     | —          | —                 | —                                             | —                                   | Обозначение принятое королевскими ВВС Великобритании для модели 24W-41A (UC-61 и UC-61A), 407 единиц было получено от США по Ленд-лизу.     | —           |
| —            | Argus III    | F24R-46A   | —                 | рядный Fairchild Ranger                       | —                                   | Обозначение принятое королевскими ВВС Великобритании для модели 24R (UC-61K), 306 единиц было получено от США по Ленд-лизу.                 |             |

## Авиационные инциденты
- 26 августа 1951 года 24-летний хоккеист Билл Барилко, через четыре месяца после завоевания «Кубка Стэнли», вместе со своим другом — дантистом и пилотом Генри Хадсоном отправился на понтонном гидросамолёте Fairchild 24 рыбачить в деревню Руперт Хаус[англ.] (также известную под местным названием Васкаганиш) в заливе Руперта на севере Квебека[16][17][18], они планировали вернуться домой к концу августа, однако уже на обратном пути — на озеро Поркьюпайн (англ. Porcupine Lake) в Тимминсе, самолёт бесследно пропал вместе с пассажирами[16][19]. В последний раз их видели в Руперт Хаус 26 августа заправляющими самолёт[18] — 28 августа газеты Канады уже писали о пропаже Билла на первых страницах[20]. 
По факту пропажи была развёрнута самая масштабный за историю Канады поисковая операция, в ходе которой были прочёсаны с воздуха 78 тысяч квадратных километров силами 38 самолётов королевских ВВС Канады, 270 частных самолётов и множества наземных искателей. Поиск не дал никаких результатов, но обошёлся канадским властям в 385 тысяч канадских долларов (около 3,7 миллиона в пересчёте на 2017 год), став самой дорогой операцией за всю историю существования канадских вооружённых сил[16]. 
Спустя 11 лет — в начале июня 1962 года разбившийся самолёт был случайно обнаружен в болоте в 80 километрах[21] к северу от города Кокран[англ.], а 6 июня обследован. В его кабине со следами пожара находились обгоревшие останки двух человек, идентифицированные позднее как Генри Хадсон и Билл Барилко[16][17]. Историк хоккея Кевин Ши (Kevin Shea) посвятил исчезновению Билла книгу «Барилко: без следа» (Barilko: Without a Trace), изданную в 2004 году, где описал множество теорий заговора об этом инциденте[16].

## Экспонаты

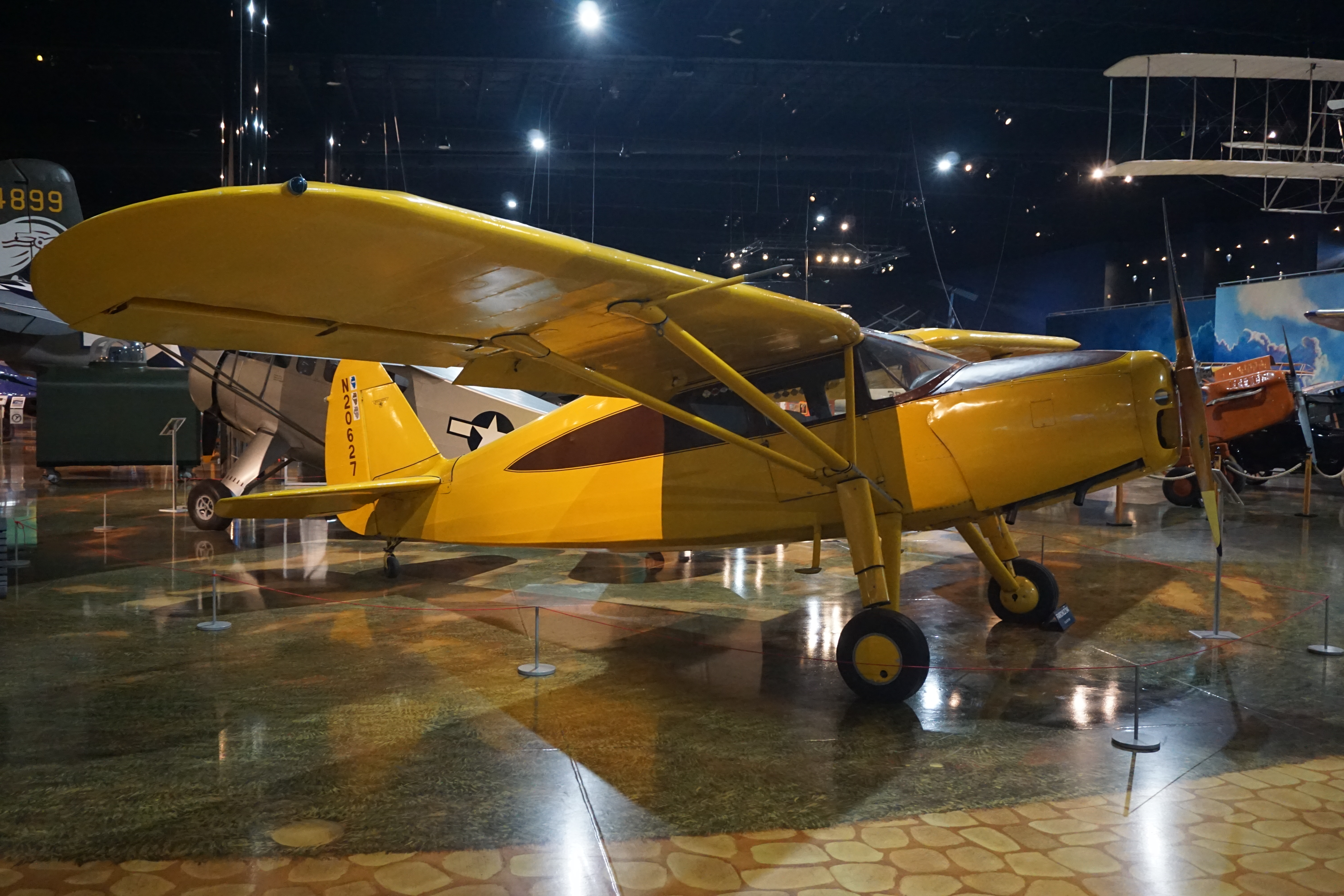
Fairchild 24 K на показе в музее Air Zoo, международный аэропорт Kalamazoo/Battle Creek, город Портедж, штат Мичиган

### Сохранившиеся экземпляры самолёта
- 206 — F-24 W выставлен для показа в Museum of Flight в Seattle, Washington[22].
- 2009 — F-24 C8 выставлен для показа в EAA Aviation Museum в Oshkosh, Wisconsin[23].
- 2724 — F-24 C8C выставлен для показа в Hiller Aviation Museum в San Carlos, California[24].
- 2926 — F-24 G выставлен для показа в Western Antique Aeroplane & Automobile Museum в Hood River, Oregon[25].
- 2933 — F-24 G выставлен для показа в Ted Stevens Anchorage International Airport в Anchorage, Alaska[26].
- 2987 — F-24 G выставлен для показа в Mid-Atlantic Air Museum в Reading, Pennsylvania[27].
- 3101 — F-24 C8F выставлен для показа в Norfolk and Suffolk Aviation Museum в Flixton, Suffolk[28].
- 3118 — F-24-C8F выставлен для показа в Национальном музее Военно-воздушных сил США на авиабазе Райт-Паттерсон[англ.], город Дейтон, штат Огайо[29].
- 3224 — F-24 H выставлен для показа в Old Rhinebeck Aerodrome в Red Hook, New York[30].
- 3309 — F-24 K выставлен для показа в Air Zoo в Kalamazoo, Michigan[31].
- 7033 — F-24 GK-1 выставлен для показа в Tillamook Air Museum в Tillamook, Oregon[32].
- 42-78040 — UC-68 готов к полёту в Western Antique Aeroplane & Automobile Museum в Hood River, Oregon[33].
- 43-14601 — UC-61A выставлен для показа в Royal Air Force Museum Cosford в Cosford, Shropshire[34].
- FK338 — Argus II выставлен для показа в Yorkshire Air Museum в Elvington, York[35].
- KK527 (G-RGUS) — Fairchild Argus 24 R-46A 1944 года выпуска доступен для аренды на аэродроме Fowlmere, в Англии[36].
- R46-129 — F-24 R-46 выставлен для показа в the Hagerstown Aviation Museum в Hagerstown, Maryland[37].
- R46-137 — F-24 R-46 выставлен для показа в the Western North Carolina Air Museum в Hendersonville, North Carolina[38].
- R46-250 — F-24 R выставлен для показа в the Canadian Historical Aircraft Association in Windsor, Ontario[39].
- W213 — F-24 выставлен для показа в музее Champaign Aviation Museum в городе Эрбана, штат Огайо[40].
- W46295 — F-24 W-46 готов к полёту Combat Air Museum в городе Топика, штат Канзас[41].
- F-24 C8E на хранении в музее Reynolds-Alberta Museum в городе Wetaskiwin, Альберта, Канада[42].
- 305M-0001 — F-24 готов к полёту в Fundación Aeronáutica Antonio Quintana, Мадрид, Испания[43].
- F-24 C8C на реставрации в музее Air Heritage Aviation Museum, в городе Бивер Фолз, штата Пенсильвания[44].
- 0951 — UC-61K-FA выставлен для показа в музее Royal Museum of the Armed Forces and Military History в Брюсселе, Бельгия[45].

## Лётно-технические характеристики

#### F-24[источникне указан 247 дней]
- Экипаж: 1 человек
- Пассажировместимость: до 3 человек
- Длина: 7,27 м
- Размах крыла: 11,08 м
- Высота: 2,34 м
- Площадь крыла: 17,90 м2
- Масса пустого: 822 кг
- Максимальная взлётная масса: 1307 кг
- Силовая установка: 1 × Fairchild Ranger[англ.] (L-440-5) — перевёрнутый 6-ти цилиндровый рядный двигатель внутреннего сгорания мощностью 200 л. с. (150 кВт) с воздушной системой охлаждения.
- Максимальная скорость: 200 км/ч
- Дальность полёта: 748 км
- Динамический потолок: 3900 мЭпюр самолёта Fairchild UC-61K(1944 год) — был взят из руководства по обслуживанию, значения были переведены в метрические[15]

Модификация UC-61K

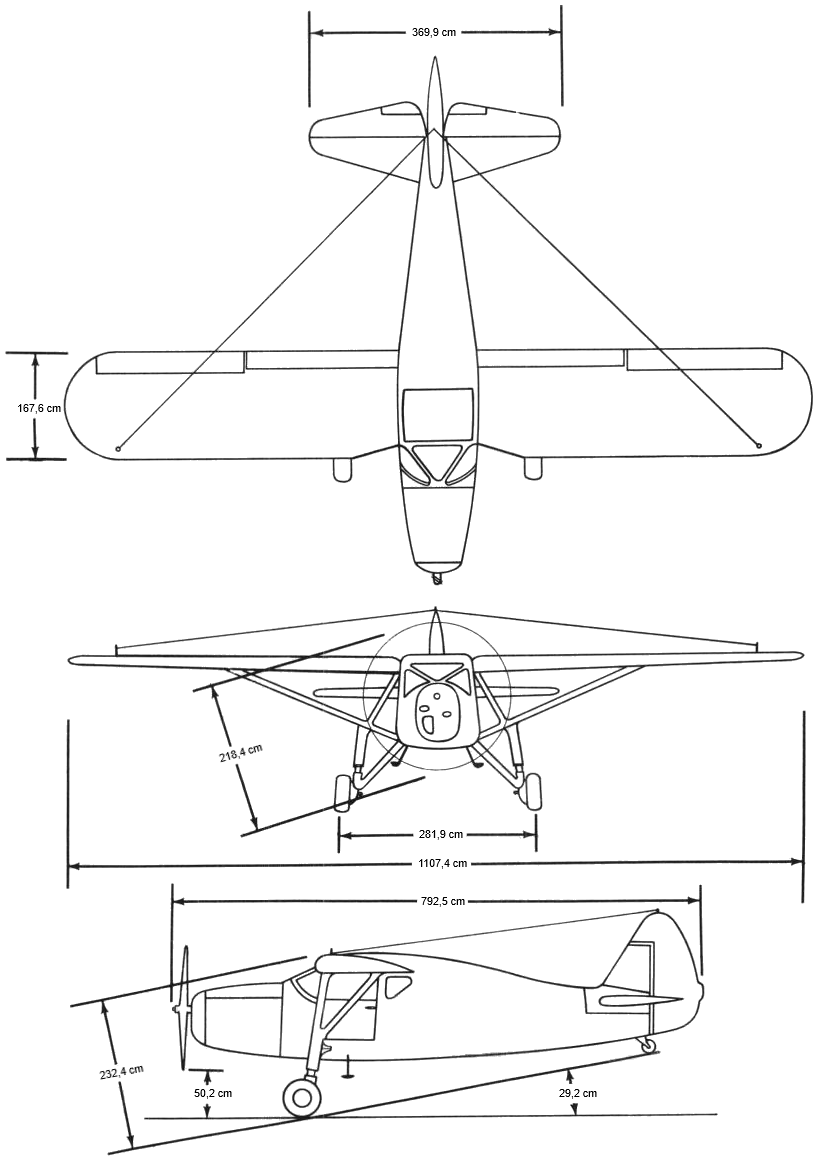
Эпюр самолёта Fairchild UC-61K(1944 год) — был взят из руководства по обслуживанию, значения были переведены в метрические

Ширина хвостового оперения: ~ 3,70 метра
Ширина крыла: ~1,68 метра
Диаметр пропеллера: ~2,18 метра
Расстояние между передними колёсами: ~2,82 метра
Размах крыльев: ~11,07 метра
Длина: ~7,93 метра
Расстояние от земли до конца вращающегося винта (при касании колёсами земли и параллельном расположении фюзеляжа относительно неё): ~0,50 метра
Модификация F24-C8F:
- экипаж: 1 пилот;
- пассажировместимость: 2 пассажира;
- длина: 7,5 м (24 фута 7 дюймов);
- размах крыла: 11,15 м (36 футов 4 дюйма);
- высота: 2,43 м (8 футов);
- максимальная взлётная масса: 1111 кг (2450 фунтов);
- Силовая установка: один поршневой двигатель с воздушным охлаждением;
- максимальная скорость: 193 км/ч (120 миль в час);
- крейсерская скорость: 166 км/ч (103 миль в час);
- Дальность полёта: 845 км (525 миль);
- практический потолок: 4500 м (15 000 футов).

Модификация F24-C8F (согласно другому источнику):
- Экипаж: 1 пилот;
- Пассажировместимость: 1-2 пассажира;
- Длина: 7,264 м (23 фута 10 дюймов);
- Силовая установка: один поршневой рядный двигатель;
- Максимальная скорость: 200 км/ч (124 мили в час);
- Крейсерская скорость: 185 км/ч (115 миль в час);
- Дальность полёта: 748 км (465 миль);
- Практический потолок: 3900 м (12 700 футов).

## Упоминания

### В литературе
Fairchild 24 упоминается в произведении «Биплан» американского писателя Ричарда Баха.
Fairchild 24 — потерпевший крушение самолёт в книге Кевина Ши «Барилко: без следа» (Kevin Shea (2004) Barilko: Without a Trace.).

### Комментарии
1. ↑  Вес указан приблизительно в оригинале 100 фунтовыми — это 45 кг и 359 г.
2. ↑  Хотя на многих фотографиях самолёта и кажется, что крылья лежат на одной линии, параллельной горизонту, на самом деле каждое крыло немного смотрит вверх.
3. ↑  При наличии защитной накладки закрывавшей нижнюю часть (первую треть-четверть длины), подкос больше напоминал букву «Y».
4. ↑  Установлен двигатель Warner Scarab, в то время как модель именуется с буквы «R»